# Urothoides lachneessa
Urothoides lachneessa är en kräftdjursart som först beskrevs av Stebbing 1888.  Urothoides lachneessa ingår i släktet Urothoides och familjen Urothoidae. Inga underarter finns listade i Catalogue of Life.